# Кукша Печерски
Кукша Печерски (умро 1113.) - јеромонах Кијевско-печерског манастира, свети мученик.

## Биографија
Житије светог мученика Кукше, светог Симона, епископа Владимирског, сачувано је добрим делом. У житију стоји да је потицао из племићке породице Вјатичи, због чега се после подвига у Печерском манастиру вратио својим рођацима да би им проповедао хришћанску веру. Заједно са својим учеником Никоном проповедао је народу Вјатичи који су живели на Оки на територији садашње Орљске и Калушке области, због чега су га они убили. Смрћу Кукше, како је епископ Симон обавестио Печерског игумана Поликарпа, монах Пимен Постник је угледао светлост: „Усред цркве је јавно рекао: Наш брат Кукша је данас у зору убијен. И рекавши ово, умро је...".
Православна црква прославља успомену на крститеља Орловске области 11. октобра (27. септембра по јулијанском календару) и 9. септембра (27. августа по старом к.), такође и 22. септембра (5. октобра) у Сабору тулских светитеља, у Сабору Рјазанскиһ светитеља 10. (23.) јуна.
Дана 6. августа 2009. године, на иницијативу архиепископа орловско-ливенског Пантелејмона, донета је одлука о поштовању свештеномученика Кукше као покровитеља Орловско-ливенске епархије.